# Kennel Union of Southern Africa
Kennel Union of Southern Africa (KUSA) är Sydafrikas nationella kennelklubb som är en av medlemsorganisationerna i den internationella kennelfederationen Fédération Cynologique Internationale (FCI). Den är de sydafrikanska hundägarnas intresse- och riksorganisation och för nationell stambok över hundraser. Organisationen grundades 1891.